# رافاييل لوسيو ناخيرا
رافاييل لوسيو ناخيرا (بالإسبانية: Rafael Lucio Nájera)‏ هو طبيب مكسيكي، ولد في 2 سبتمبر 1819 في خالابا في المكسيك، وتوفي في 30 مايو 1886 في مدينة مكسيكو في المكسيك.